# Neil Shipperley
Neil Jason Shipperley (ur. 30 października 1974 w Chatham) – angielski piłkarz, który występował na pozycji napastnika.

## Kariera klubowa
Neil Shipperley jest wychowankiem Chelsea. W tym klubie zaczynał także profesjonalną karierę. W latach 1992–1995 rozegrał dla Chelsea 37 meczów, w których zdobył 7 bramek. W grudniu 1994 roku został na miesiąc wypożyczony do Watfordu.
W styczniu 1995 roku Shipperley przeszedł za 1,25 mln £ do Southampton, dla którego zdobył 12 ligowych bramek w 67 meczach.
25 października 1996 roku za 1 mln £ wzmocnił Crystal Palace. W swoim pierwszym sezonie zdobył 13 bramek, pomagając drużynie awansować po play-offach do Premiership. Sezon 1997/98 Shipperley zakończył z dorobkiem 7 bramek, jednak nie pomogło to uchronić Palace przed spadkiem z ligi.
Sezon 1998/99 rozpoczął jeszcze jako zawodnik Crystal Palace, ale po 3 kolejkach przeniósł się za 1,5 mln £ do występującego w Premiership – Nottingham Forest. W nowym zespole zdobył tylko 1 bramkę w spotkaniu z Wimbledonem. Forest zajęli w ostatnie miejsce w lidze, a Shipperley zaliczył drugi spadek z Premiershhip z rzędu.
W lipcu 1999 roku Shipperley przeniósł się do zespołu Football League Division One – Barnsley. Podczas dwóch sezonów spędzonych w tym klubie rozegrał 78 meczów, w których zdobył 27 bramek.
Kolejne dwa sezony zawodnik spędził także na drugim poziomie rozgrywek w Wimbledonie. Dla którego zdobył w tym czasie 32 bramki.
Kiedy do Wimbledonu wszedł zarząd administracyjny, Shipperley zdecydował się na powrót do Crystal Palace. W pierwszym sezonie po powrocie, Shipperley jako kapitan poprowadził Palace do awansu do Premiership, zdobywając jedyną bramkę w finale play-off z West Ham. W następnym sezonie rozegrał tylko 1 spotkanie i po spadku drużyny z ligi odszedł z klubu.
20 lipca 2005 roku na zasadzie wolnego transferu wzmocnił występujący na drugim szczeblu ligowym Sheffield United, dla którego zdobył 11 bramek po raz kolejny wywalczając awans do najwyższej klasy rozgrywkowej. Z powodu problemów z kontuzjami Shipperley po awansie nie rozegrał żadnego oficjalnego meczu dla United i w styczniu 2007 roku za porozumieniem strony rozwiązały kontrakt.
Ostatnim klubem w jego karierze był Brentford, dla którego w Football League One od stycznia do marca 2007 roku rozegrał 11 spotkań, nie zdobywając żadnej bramki.